# 下兰德尔
下兰德尔（法語：Lindre-Basse，法語發音：[lɛ̃dʁ bas]）是法国摩泽尔省的一个市镇，与上兰德尔相邻，属于萨尔堡-萨兰堡区。

## 地理
下兰德尔（48°48'8"N, 6°44'51"E）面积8.28 平方千米，位于法国大東部大區摩泽尔省，该省份为法国东北部内陆省份，是洛林的一部分，西南接默尔特-摩泽尔省，东临下莱茵省，北与卢森堡和德国接壤。
与下兰德尔接壤的市镇（或旧市镇、城区）包括：迪约兹、热吕库尔、盖布朗日莱迪约兹、盖尔芒日、上兰德尔、塔尔坎波勒、佐芒日。

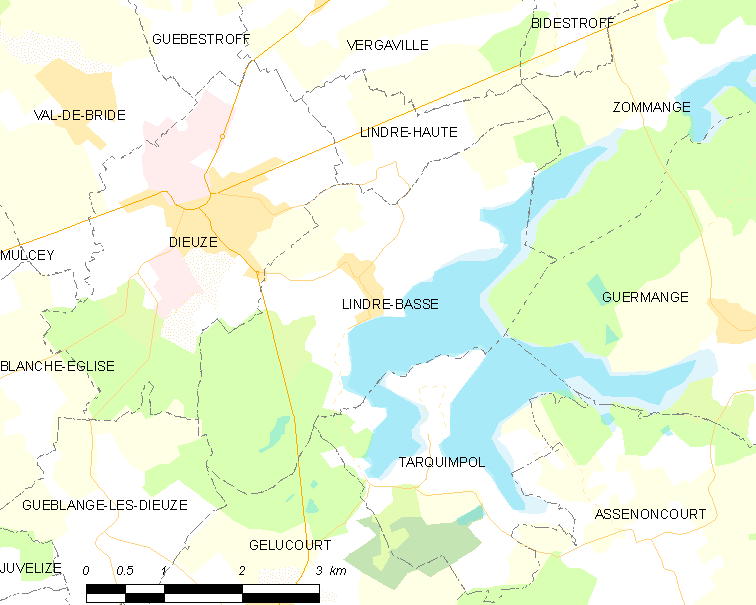
下兰德尔的OSM定位图

下兰德尔的时区为UTC+01:00、UTC+02:00（夏令时）。

## 行政
下兰德尔的邮政编码为57260，INSEE市镇编码为57404。

## 政治
下兰德尔所属的省级选区为索努瓦县。

## 人口

1962-2008年间下兰德尔人口变化图示

下兰德尔于2022年1月1日时的人口数量为222人。